# Marcel Saint-Aubin
Pour les articles homonymes, voir Saint-Aubin.
 (octobre 2023).
Marcel Saint-Aubin (1925 – Montréal, 17 décembre 1991) est un policier canadien, directeur du Service de police de la ville de Montréal (SPVM) de 1970 à 1971. Il a eu un rôle important durant la crise d'Octobre 1970.

## Biographie
Marcel Saint-Aubin est devenu policier à Montréal le 15 mars 1946, après un stage dans l'armée canadienne, sans toutefois avoir servi outre-mer, la guerre ayant pris fin juste avant qu'il n'y soit déployé. Comme la plupart des nouveaux policiers qui avaient une formation militaire, sa première affectation a été à la Circulation, qui était de loin la plus importante unité opérationnelle, avec des centaines d'agents de croisées et d'agents-motards, logés rue Chenneville à Montréal. C'est là que Marcel Saint-Aubin gravit le premier échelon, étant promu sergent en 1953.
L'ancien militaire est ensuite muté à l'École de la police de Montréal, alors située au 1875 avenue Morgan, en qualité d'instructeur de tir et de manœuvres militaires. C'est à l'École de police qu'il est promu lieutenant en 1956, avant d'être affecté en 1960 au poste 4, rue Ontario, le plus achalandé des 20 postes de police que comptait alors le Service, avec le grade de capitaine.
Marcel Saint-Aubin accède à l'état-major du Service en 1963. Sa forte personnalité, ses qualités de chef et son sens de l'organisation lui valent un cheminement rapide jusqu'au grade de directeur adjoint, en 1968. Il devient alors responsable du « Département B », comme on désignait alors la direction des Opérations et, au départ à la retraite du directeur Jean-Paul Gilbert, fin 1969, il est nommé directeur du Service.
C'est le 1er janvier 1970 que Marcel Saint-Aubin devient directeur  du Service de police de la ville de Montréal, alors que la ville se remettait à peine de la plus longue vague de bombes de son histoire. En effet, l'année précédente, les cibles des terroristes du Front de Libération du Québec (FLQ) incluaient des édifices appartenant aux trois niveaux de gouvernement et des symboles comme la Bourse de Montréal, la résidence du maire Jean Drapeau de Montréal et de l'Université McGill[réf. nécessaire].
Or, les activités terroristes reprennent  dès le mois de mai 1970, sous forme d'attentats à la bombe, culminant avec la Crise d'Octobre, déclenchée le 5 de ce mois-là, par l'enlèvement du diplomate britannique James Richard Cross puis celui du ministre Pierre Laporte, retrouvé mort le 17 octobre. En peu de temps, on manque de policiers à Montréal, à cause du grand nombre d'agents affectés aux enquêtes liées au terrorisme et aux mesures préventives visant à protéger la vie et de la propriété[réf. nécessaire].
Après avoir envisagé toutes les options, le directeur Saint-Aubin se voit dans l'obligation de demander le 15 octobre 1970 l'aide des gouvernements supérieurs, dans une lettre adressée au maire Jean Drapeau et au président du comité exécutif Lucien Saulnier de la ville de Montréal , pour protéger la société des menées séditieuses et insurrectionnelles dont les enlèvements ont marqué le début. Dans une rencontre, en compagnie de Maurice St-Pierre directeur de la Sûreté du Québec, avec le premier ministre du Québec, de même qu'avec son conseil des ministres, il réitère le besoin de faire appel à l'Armée canadienne et d'obtenir des pouvoirs d'urgence pour faire face à la Crise[réf. non conforme].
Ainsi, les premiers soldats viennent prendre la relève des policiers affectés au gardiennage et la surveillance, leur permettant de reprendre leurs fonctions normales. Grâce à des pouvoirs d'urgence, le travail policier s'intensifie et, le 3 décembre , c'est le dénouement de la Crise d'octobre, avec la libération de M. Cross, à Montréal-Nord, dans le cadre de la plus vaste opération combinée des forces policières et militaires dans l'histoire du pays[réf. nécessaire]. Dans les semaines qui suivirent, les meurtriers du ministre Pierre Laporte furent arrêtés[réf. nécessaire].
Marcel Saint-Aubin a pris sa retraite pour des raisons de santé, le 18 mars 1971. Son mandat à la tête du Service aura été bref, mais très intense et sa détermination dans les moments de tension, particulièrement durant la Crise d'octobre, est restée gravée dans la mémoire de tous ses collaborateurs[Interprétation personnelle ?].
Il est décédé à Montréal, le 17 décembre 1991, à l'âge de 66 ans.